# Medaile politických vězňů 1914–1915
Medaile politických vězňů 1914–1915 (francouzsky Médaille du prisonnier politique 1914-1918, nizozemsky Medaille van de Politieke Gevangene 1914-1918) byla belgická pamětní medaile založená roku 1930. 

## Historie a pravidla udílení
Medaile byla založena dne 26. prosince 1930. Udílena byla všem Belgičanům, kteří byli během první světové války po dobu nejméně jednoho měsíce uvězněni Němci za čin odvahy či kvůli své oddanosti spojenecké věci. Příjemci také byly automaticky uděleny Vítězná medaile a Pamětní válečná medaile 1914–1918.

## Popis medaile
Medaile kulatého tvaru o průměru 35 mm je vyrobena z bronzu. Na přední straně je uprostřed kulatý reliéfní medailon s podobiznu krále Alberta I. Okolo portrétu je nápis. V závislosti na verzi medaile je tento text buď ve francouzštině ALBERT ROI DES BELGES nebo v nizozemštině ALBERT KONING DER BELGEN. Medailon obklopuje 5 mm široký vavřínový věnec. Na zadní straně je nápis na čtyřech řádcích, který je opět ve francouzštině EN TEMOIGNAGE DE RECONNAISSANCE NATIONALE nebo nizozemštině ALS BLIJK VAN'S LANDS ERKENTELIJKHEID. Níže jsou dva letopočty 1914–1918. Ke stuze je medaile připojena pomocí kroužku. Svým vzhledem se shoduje s Medailí krále Alberta.
Stuha z hedvábného moaré světle modré barvy je široká 38 mm. Na stuze jsou tři vodorovné proužky v barvě červené, žluté a černé o celkové výšce 4,5 mm. Svými barvami tak proužky odpovídají belgické vlajce.